# Клеман-Лакост, Жан Этьен
Жан Этьенн Клеман-Лакост (фр. Jean Etienne Clément-Lacoste; 1773—1814) — французский военный деятель, бригадный генерал (1813 год), барон (1809 год), участник революционных и наполеоновских войн.

## Биография
Начал службу 12 августа 1792 года в 9-м батальоне волонтёров Дрома, и был направлен в Альпийскую армию в звании лейтенанта. Участвовал в осаде Тулона под началом генерала Дюгомье. 12 февраля 1794 года стал его старшим адъютантом. Был ранен 6 мая 1794 года в битве при Сен-Лоран де ля Муга. Затем служил в Итальянской армии под командованием генерала Бонапарта, отличился в битве при Арколе в ноябре 1796 года и был повышен до капитана 10 октября 1797 года, и зачислен во 2-ю полубригаду лёгкой пехоты.
В составе Восточной армии принял участие в Египетской экспедиции. 28 марта 1799 года в ходе осады Акры был ранен. Его бесстрашие принесло ему звание командира батальона. Участвовал в битве при Думьяте 1 ноября 1799 года. 21 марта 1801 года получил перелом ноги в ходе битвы при Александрии.
Вернувшись во Францию, с 1801 по 1803 годы служил в гарнизоне Женевы. 3 ноября 1803 года произведён в майоры, и назначен заместителем Барруа в 96-м полку линейной пехоты.
30 марта 1807 года произведён в полковники, и стал во главе 27-го полка лёгкой пехоты. 5 июня 1807 года отличился при обороне моста в Шпандау, где отбил семь атак неприятеля.
В 1808 году с полком переведён в Испанию. Отличился при взятии Сантандера 23 июня 1808 года, в битве при Бильбао 17 июля, при Вальмаседе 5 ноября, при Бургосе 10 ноября и при Эспиносе 11 ноября. Получил высокую оценку за своё поведения в битве при Уклесе 13 января 1809 года. Участвовал в битве при Оканье 19 ноября 1809 года.
30 мая 1813 года произведён в бригадные генералы,и 4 сентября зачислен в штаб Императорской гвардии. Через десять дней возглавил 1-ю бригаду 1-й пехотной дивизии Молодой гвардии.
Участвовал во Французской кампании 1814 года. Был смертельно ранен мушкетной пулей в бедро 7 марта в битве при Краоне. Умер в Париже 27 апреля 1814 года.

## Воинские звания
- Лейтенант (1792 год);
- Капитан (10 октября 1797 года);
- Командир батальона (2 октября 1799 года);
- Майор (3 ноября 1803 года);
- Полковник (30 марта 1807 года);
- Бригадный генерал (30 мая 1813 года).

## Титулы
- Барон Лакост и Империи (фр. baron Lacoste et de l'Empire; декрет от 19 марта 1808 года, патент подтверждён 20 августа 1809 года)[1].

## Награды
Легионер ордена Почётного легиона (25 марта 1804 года)
 Офицер ордена Почётного легиона (15 ноября 1808 года)
 Коммандан ордена Почётного легиона (23 января 1811 года)